# 潘小俠
潘小俠（1954年10月—2023年7月31日），本名潘文鉅，臺灣臺北市士林區凱達格蘭族人、攝影記者、人物攝影師，多年來拍攝蘭嶼達悟族、台灣美術家與作家、高砂義勇隊、台灣白色恐怖受難者等人身影。

## 生平

### 年少
潘小俠祖先為凱達格蘭族唭哩岸社人，生於1954年10月，出生地為士林，本名「潘文鉅」。
潘小俠學歷為復興商工美工科，畢業後自行開設廣告公司，從事房地產廣告。在樣貌上，他喜歡蓄髭鬍、亂髮，打扮邋遢。1980年，他因讀了劉其偉書《台灣土著文化與藝術》，便開始去蘭嶼造訪、拍照達悟族。之後長年以來，潘小俠會短則三天、長則達一周往返蘭嶼作攝影。

### 擔任攝影記者
在攝影上，潘小俠慣用黑白底片作攝影，並自己沖洗，再掃描印出。1987年，他受生計所困，又想維持攝影的興趣，到准許攝影記者發表個人創作的《自立晚報》作攝影記者。1987年左右，臺灣社會與政治正逢劇烈變動，潘小俠就以街頭攝影紀錄了當時的社會運動史，如拍攝到鄭南榕、詹益樺、李鎮源等人的社會活動。在工作時，潘小俠因採訪過白色恐怖受難者柏楊、葉石濤、柯旗化等人，進而讓他開始拍攝這些白色恐怖受難者，以二十四年時間拍攝了九十九位。
下班時，潘小俠喜歡去復興美工學弟林鉅在台北市和平東路一段開設名為「攤」的居酒屋，與同行葉清芳、侯聰慧等喝酒，並接觸了很多作家與藝術家。在潘小俠讀了謝里法的《台灣美術運動史》後，便以十八年歲月拍攝了一百七十八位臺灣美術家，其中讓他最深刻的只有賣出一幅畫的薛萬棟，而惋惜的是遭隱居的蕭如松拒絕拍攝。
潘小俠受小時候見到大稻埕城隍廟夜巡的啟發，常在晚上去萬華等地拍攝當地攤商、街友、庶民、茶室，紀錄社會底層的角落。1990年5月1日，潘小俠將這些攝影作品以「醉巡」之名，與葉清芳、侯聰慧、劉振祥的作品在台中市金山路29號金石藝廊展出十三天。一次潘小俠經過淡水鎮的夜梅花茶室時，聽到裡面傳出淒涼的音樂，便因此而認識了在裡面表演的王英坦，進以替他取名「金門王」作出道。

### 成為自由工作者
隨著《自立晚報》經營權被政黨、財團介入，潘小俠離開報社。1996年，楊蕙如策畫潘小俠作品到紐約參展。 
1997年初，潘小俠成立「小俠文化影像工作室」作開班授課，並安排學員拍攝達悟族、排灣族、阿美族。但他酗酒而債台高築，因經濟問題還典當過相機。就在他幾乎斷炊之際，金門王、李炳輝透過魔岩唱片發行《流浪到淡水》唱片專輯，創造銷售佳績。1997年7月，《流浪到淡水》專輯就賣出近三十萬張。身為金門王經紀人的潘小俠，也就有錢繼續投入蘭嶼的攝影工作。
1997年4月，潘小俠進入臺北二二八紀念館擔任攝影師。該年6月21日到7月9日，藉由國家文化藝術基金會補助，在台北攝影藝廊，小俠首次展覽他多年拍攝的原住民照片，並開幕當天邀金門王、李炳輝演唱。
在臺北二二八紀念館期間，潘小俠為館方負責拍攝「台灣人的戰爭展」，而至原住民地區拍攝拍攝高砂義勇隊。在花蓮縣新城鄉，他見到多位殘肢斷手、年老的高砂義勇隊，認為光是拍照依然不足，因此從臺北二二八紀念館離職後，著手拍攝紀錄片。1999年起，潘小俠開始走訪達各原住民族的高砂義勇隊成員，記錄口述歷史方式，直到至2002年完成紀錄片《不知為誰而戰- 高砂義勇隊》。該年，金門王病逝，潘小俠退出歌手經紀人工作。
2004年3月24日，潘小俠收錄一百七十八位台灣美術家身影的《台灣美術家一百年（1905-2005）潘小俠攝影造像簿》舉行新書發表會。
2010年2月28日到3月28日，潘小俠在屏東縣旅遊館展出「白色烙印1949─2009─潘小俠」攝影展，展出一百零一位白色恐怖受難者的影像。同年，潘小俠受二二八事件紀念基金會所託，拍攝《見證228》影像書 。他陸續拍攝二二八事件五十六名受難者，2011年2月19日至3月20日在屏東公園及旅遊文學館舉行及遺族的影像。
2017年11月15日，台北國賓飯店，潘小俠獲第40屆吳三連獎藝術獎，以表揚他記錄台灣社會運動的貢獻。
2020年7月19日，台中市中央書局，潘小俠以歷年國家文藝獎文學獎、吳三連獎得主作家為主要參考名單拍攝的《台灣美術家一百年：潘小俠攝影造像簿》舉行舉辦新書發表會時，吳晟、吳音寧、鍾逸人、蔡其昌、路寒袖等人出席。
2022年9月，潘小俠因罹患食道癌而在台大醫院長期住院，期間由前衛出版社等籌措醫藥費，但依然於2023年7月31日凌晨3點2分去世。8月13日，告別禮拜，中華民國文化部政務次長王時思代表出席並頒贈文化部旌揚狀，由潘小俠之子潘采辰及潘采星代表受贈。

## 攝影專書
- 潘小俠、林瑋. . 藝術家出版社. 2017  [2024-02-26]. ISBN 9789862821985. （原始内容存档于2024-03-02）.
- 潘小俠. . 讀冊文化. 2020  [2024-02-26]. ISBN 9789869377454. （原始内容存档于2024-02-26）.
- 潘小俠. . 前衛出版社. 2022  [2024-02-26]. ISBN 9786267076309. （原始内容存档于2024-03-02）.